# Energía solar en Chile

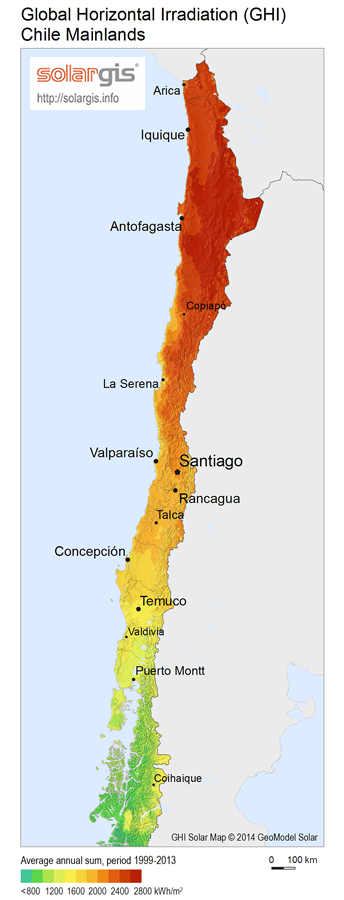
Mapa del principal potencial solar de Chile sumado en un año.

La energía solar en Chile tiene el potencial de producir la totalidad de la electricidad usada en el país, mientras que la zona norte de Chile posee la mayor incidencia solar del mundo, concentrándose la principal en el desierto de Atacama y sus alrededores, lo que ha posicionado a Chile como uno de los países líderes en la utilización de energía solar en el mundo, gracias a la gran cantidad de plantas solares que existen en la actualidad y otras en proyecto. Además, Chile concentra una de las mayores reservas mundiales de Litio, mineral utilizado frecuentemente en la elaboración de paneles y baterías para la producción y almacenamiento de energía solar fotovoltaica. Se ha visto un crecimiento exponencial del uso de energía solar en los edificios residenciales y otras viviendas, en su mayoría para la generación de agua caliente solar, con el fin de ver reducidos los gastos básicos mensuales de gas o electricidad.
La Asociación Chilena de Energía Solar (Acesol), es una agrupación gremial que reúne a organismos públicos y empresas privadas interesadas en la producción, promoción y desarrollo de la energía solar en el territorio nacional, como también a profesionales expertos en la materia.

## Políticas gubernamentales
En octubre de 2015 el Ministerio de Energía de Chile entregó su «Hoja de Ruta» hacia la política energética del país, que pretende que al año 2050 el 70 por ciento de la energía nacional provenga de energías renovables, principalmente hidroeléctrica, eólica y solar, por sobre los combustibles fósiles que Chile carece y emiten gases contaminantes. Los ministerios de Desarrollo Social y Medio Ambiente han creado programas de fomento al uso de la energía solar, con la implementación de cocinas solares y otros artefactos en áreas con un alto potencial de energía proveniente del Sol, especialmente en lugares alejados del Sistema Interconectado Central y en poblaciones de menores ingresos.

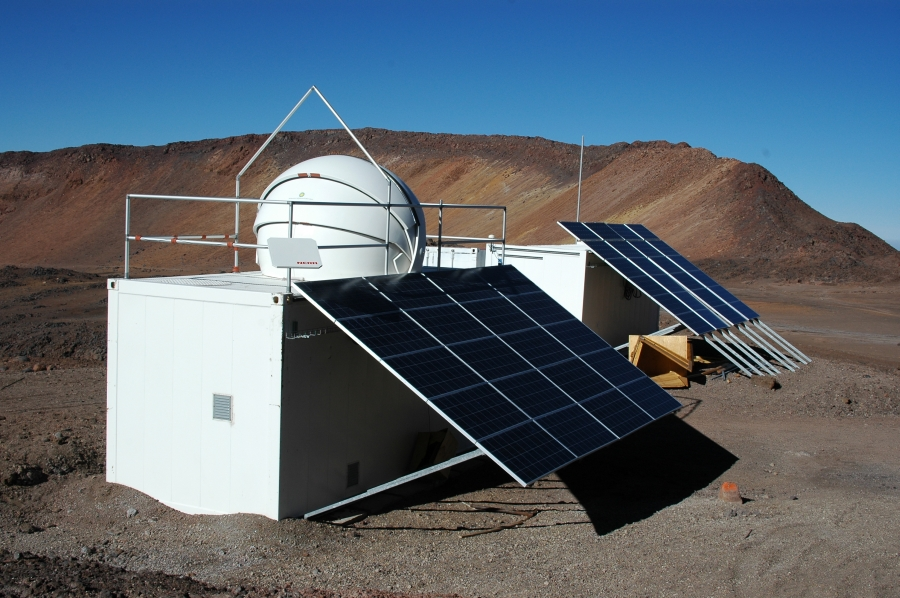
Radiotelescopio en el Cerro Sairecabur, Región de Antofagasta, operando con energía solar.

En 2012 el Gobierno de Chile inició una consulta pública para elaborar el marco regulatorio del uso y generación eléctrica proveniente de las energías renovables en el país. Esto derivó en que el presidente Sebastián Piñera promoviera la "Ley 20.571" o Ley de Generación Ciudadana promulgada el 22 de marzo de 2014, que otorgó el derecho a todo ciudadano chileno para autogenerar la energía eléctrica para su propio consumo (autoconsumo fotovoltaico en este caso) y poder vender los excedentes producidos a empresas de suministro eléctrico.

## Parques solares fotovoltaicos en Chile
La planta solar más grande es El Romero, un parque solar ubicado en las cercanías de Vallenar con una capacidad de producción de 196 MW.
La planta Luz del Norte construida por la compañía estadounidense First Solar, ubicado a 54 km de la ciudad de Copiapó y que abarca un predio de 478 hectáreas, genera 141 MW desde el año 2016. Esta planta fue la primera instalación fotovoltaica a gran escala en proporcionar servicios de redes auxiliares comerciales en el mundo.
En mayo de 2016, el Metro de Santiago anunció que va a ser alimentado por energía solar, convirtiéndose en el primero de este medio de transporte en el mundo. Para ello, se ordenó la construcción de dos parques solares propios y para su uso exclusivo en La Higuera, Región de Coquimbo, y Vallenar, Región de Atacama.
Listado de los parques solares que poseen una capacidad superior a 10 MW:
| Nombre               | Ubicación        | Región                    | Compañía                      | Puesta en servicio | Capacidad instalada (MW) |
| -------------------- | ---------------- | ------------------------- | ----------------------------- | ------------------ | ------------------------ |
| El Romero            | Vallenar         | Atacama                   | Empresa Acciona               | 2017               | 196                      |
| Huatacondo           | Pozo Almonte     | Tarapacá                  | Empresa Austrian Solar        | 2019               | 88,1                     |
| Bolero               | Sierra Gorda     | Antofagasta               | Helio Atacama                 | 2018               | 148                      |
| Luz del Norte        | Copiapó          | Atacama                   | First Solar                   | 2016               | 141                      |
| Finis Terrae         | María Elena      | Antofagasta               | Enel Green Power Chile        | 2017               | 138                      |
| Conejo Solar         | Taltal           | Antofagasta               | Conejo Solar                  | 2016               | 104                      |
| Quilapilún           | Colina           | Santiago                  | Compañía Chungunguo           | 2017               | 103,02                   |
| El Pelícano          | La Higuera       | Coquimbo                  | Sunpower Corporation          | 2018               | 108,1                    |
| Llano de Llampos     | Copiapó          | Atacama                   | Amanecer Solar                | 2014               | 101,02                   |
| Carrera Pinto        | Copiapó          | Atacama                   | Enel Green Power Chile        | 2016               | 93                       |
| Pampa Solar Norte    | Taltal           | Antofagasta               | Enel Green Power Chile        | 2016               | 69,39                    |
| Andes Solar          | Antofagasta      | Antofagasta               | AES Gener                     | 2016               | 21,8                     |
| Cerro Dominador      | María Elena      | Antofagasta               | Atacama Generación Chile      | 2018               | 210                      |
| Chañares             | Diego de Almagro | Antofagasta               | Empresa Eléctrica Panguipulli | 2015               | 36                       |
| Doña Carmen Solar    | La Ligua         | Valparaíso                | Energía Cerro El Morado       | 2017               | 34,6                     |
| Lalackama            | Taltal           | Antofagasta               | Empresa Eléctrica Panguipulli | 2015               | 55                       |
| Lalackama 2          | Taltal           | Antofagasta               | Empresa Eléctrica Panguipulli | 2015               | 16,5                     |
| María Elena          | María Elena      | Antofagasta               | Empresa María Elena           | 2015               | 68                       |
| Los Loros            | Tierra Amarilla  | Atacama                   | Solairedirect                 | 2016               | 46                       |
| Pozo Almonte Solar 3 | Pozo Almonte     | Tarapacá                  | Pozo Almonte Solar 3          | 2014               | 16,04                    |
| Salvador             | Diego de Almagro | Atacama                   | PV Salvador                   | 2015               | 68                       |
| Santiago Solar       | Til Til          | Metropolitana de Santiago | Santiago Solar                | 2018               | 92,73                    |
| Diego de Almagro     | Diego de Almagro | Atacama                   | Almeyda Solar                 | 2014               | 28,05                    |
| Solar Jama           | Calama           | Antofagasta               | Planta Solar San Pedro III    | 2015               | 52,65                    |
| Javiera              | Chañaral         | Atacama                   | Javiera                       | 2015               | 69,02                    |
| San Andrés           | Copiapó          | Atacama                   | San Andrés                    | 2014               | 50,60                    |
| La Huayca II         | Pozo Almonte     | Tarapacá                  | SPS La Huayca                 | 2018               | 26,73                    |
| Uribe Solar          | Antofagasta      | Antofagasta               | Fotovoltaica Norte Grande     | 2017               | 52,80                    |

## Parques termosolares
La Planta termosolar Cerro Dominador fue inaugurada el 9 de junio de 2021. Al ser construida fue la planta de energía solar concentrada con almacenamiento más grande de Latinoamérica.

## Vehículos solares
En 2007 fue presentado Eolian, el primer vehículo solar chileno creado por estudiantes, funcionarios y académicos de la Universidad de Chile. Desde 2011 la Carrera Solar Atacama es un evento que convoca a vehículos solares que corren por más de mil kilómetros en una ruta comprendida desde Iquique hasta Calama.